# Saemangeum

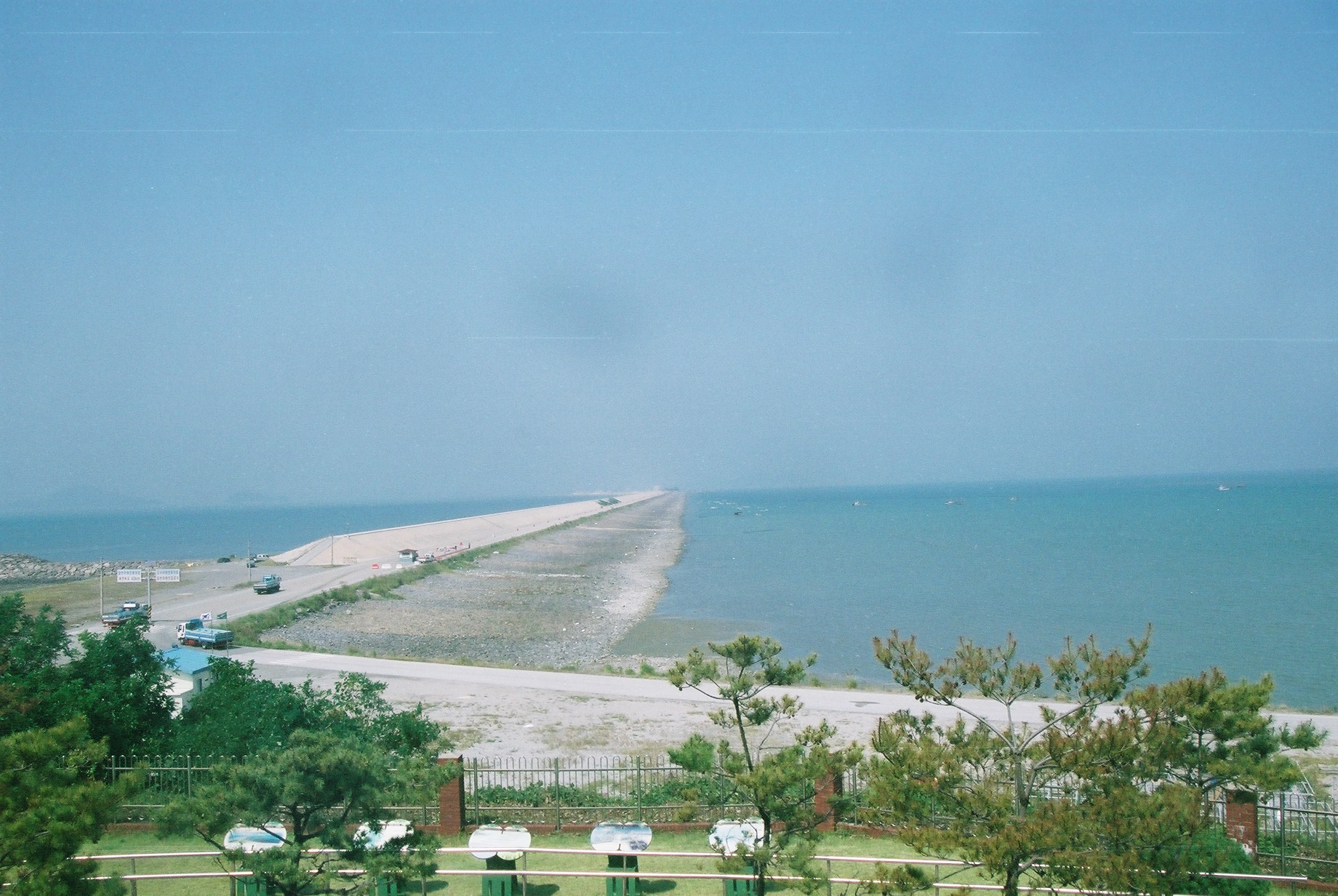
Con đập ngăn nước Saemangeum

Saemangeum (hangul: 새만금, Hanja:	新萬金, âm Hán Việt Tân Vạn Kim) là bãi bồi nằm ở cửa sông Dongjin và Mangyeong, thuộc tỉnh Jeollabuk-do trên bờ biển Hoàng Hải, Hàn Quốc. Tháng 4 năm 2006, Chính phủ Hàn Quốc đã cho xây dựng một con đập ngăn biển trên bãi bồi này sau một thời gian dài đấu tranh với các nhà hoạt động môi trường. Chính phủ nước này cũng có kế hoạch cải tạo khu vực này thành khu vực nông-công nghiệp. Trước năm 2006, bãi bồi này đóng vai trò như là một chỗ dừng chân quan trọng của chim di trú. Việc cho xây dựng đập ngăn biển đã gây ảnh hưởng đến rất nhiều loài sinh vật. Khoảng 400 000 con chim di trú, bao gồm cả hai loài chim lội nước cẳng cao và chim lội nước mỏ dẹt (mỗi loài chỉ còn ít hơn 1000 con), phụ thuộc vào nguồn thức ăn ở Saemangeum trong đoạn đường di trú hơn 24 000 km giữa Châu Á, Alaska và Nga. Một tổ chức môi trường đã lên án các nhà chức trách không ước đoán chính xác những tác động của dự án lên môi trường tự nhiên của khu vực, và tổ chức này cũng đã tự lên một kế hoạch đánh giá riêng năm 2006.
Việc đổ đất lên ở bãi bồi này bắt đầu từ năm 1991 nhưng việc thực hiện rất chậm do hàng loạt phản đối của các nhà môi trường. Đập ngăn biển này khi hoàn thành dài 33 km, thay thế cho một con đường 100 km chạy dọc theo bờ biển. Khi việc đổ đất hoàn tất, với diện tích 400 km²(gần bằng 2/3 diện tích Singapore), khu vực này sẽ trở thành một trong những bãi đất đắp lớn nhất trong lịch sử và tăng thêm diện tích của bán đảo Triều Tiên.